# Hypogastrura distincta
Hypogastrura distincta är en urinsektsart som först beskrevs av Axelson 1902.  Hypogastrura distincta ingår i släktet Hypogastrura och familjen Hypogastruridae. Arten är reproducerande i Sverige. Inga underarter finns listade i Catalogue of Life.